# Agrarische natuurvereniging
Een agrarische natuurvereniging (ANV) is een samenwerkingsverband van boeren die als doel hebben het stimuleren en uitvoeren van agrarisch natuurbeheer.
In Nederland hebben agrarische natuurverenigingen (ANV's) sinds 1990 een hoge vlucht genomen. Omstreeks 2005 waren  er bijna 200 verenigingen geregistreerd via de koepelorganisatie Natuurlijk Platteland Nederland of via de Zuidelijke Land- en Tuinbouw Organisatie (ZLTO). Geschat werd dat op dat moment agrarische natuurverenigingen samen 55% van het totale agrarische gebied in Nederland beheerden. Meer dan 9.000 agrariërs waren toen lid van een ANV (circa 10% van de 85.000 agrarische bedrijven). Anno 2025 is de koepelorganisatie BoerenNatuur.

## Activiteiten
De activiteiten van ANV's omvatten:
- het beheer van singels, houtwallen, weidevogels, bermen en akkerranden e.d.
- het stimuleren en uitvoeren van milieumaatregelen
- beleidsbeïnvloeding
- bijdragen aan onderzoek en kennisopbouw:
- ontwikkeling, bevordering en bemiddeling van zogenaamde verbredingsactiviteiten als recreatie, zorg, waterdiensten en streekproducten.

## Voorbeelden van agrarische natuurverenigingen in Nederland
| Naam              | Provincie              | Beheersgebied                                                |  |
| ----------------- | ---------------------- | ------------------------------------------------------------ |  |
| Boer & Natuur ZWK | Groningen              | Gronings Zuidelijk Westerkwartier (Leek, Marum en Grootegast |  |
| Den Hâneker       | Utrecht - Zuid-Holland | Alblasserwaard en Vijfheerenlanden                           |  |
| VEL               | Friesland              | Oostermeer                                                   |  |
| VANLA             | Friesland              | Achtkarspelen                                                |  |
| ANV Tolhuislanden | Overijssel             | Tolhuislanden Zwolle                                         |  |
| ANV Kempenland    | Noord-Brabant          |                                                              |  |
|                   |                        |                                                              |  |
| ANV Hooltwark     | Twente                 | Hof van Twente, Haaksbergen, Hengelo en Borne.               |  |